# Rasalas
Rasalas (μ Leo / μ Leonis / Mu Leonis) è una stella di magnitudine apparente +3,88 situata nella costellazione del Leone a 133 anni luce dal Sistema solare. Posta nella parte superiore della testa del Leone, deve il suo nome alla parola araba che indica precisamente la sua posizione nella costellazione. Possiede anche i nomi tradizionali di Rasalased (o Ras Elased) Borealis - l'aggettivo Borealis, che in latino significa settentrionale, è stato introdotto per distinguere la stella da Ras Elased Australis, la vicina Epsilon - e Alshemali.
Rasalas è una stella gigante arancione di classe spettrale K3 III, con una luminosità 65 volte maggiore di quella del Sole ed una massa di 1,5-1,7 masse solari. A differenza delle altre giganti arancioni, in cui è già iniziata la fusione dell'elio in carbonio, Rasalas si trova in uno stadio evolutivo ancora precoce, in cui il nucleo di elio è ancora in fase di contrazione; si ritiene perciò che nei prossimi milioni di anni andrà incontro ad un progressivo aumento della propria luminosità.
Degna di nota è l'elevata metallicità della stella, superiore del 70% a quella del Sole; per questo motivo gli astronomi ritengono che la nube molecolare da cui essa si è formata avesse un'elevata concentrazione di metalli.